# Oto Bobek
Oto Bobek (Zagreb, 30. lipnja 1927. – Zagreb 29. travnja 2017.), bio je hrvatski nogometaš i trener, brat Stjepana Bobeka. Svestrani nogometaš igrao na svim pozicijama osim vratara i središnjeg braniča, a najčešće kao vođa navale i desno krilo. Bio je dobar tehničar precizna udarca.

## Igračka karijera
Nogomet je započeo igrati 1943. godine u zagrebačkom Poštaru koji se 1946. godine spojio s Lokomotivom. Kasnije je igrao, najprije kao junior, i za zagrebački HŠK Ličanin. Od 1947. do 1959. godine nastupao je za zagrebačku Lokomotivu. Bilo je to najuspješnije razdoblje Lokomotive u povijesti. Za reprezentaciju Zagreba odigrao je 6 utakmica.
Unatoč pozivima i pritiscima da zajedno on i brat igraju u Partizanu, nikad u karijeri braća Bobek nisu zaigrala u istom dresu. Oto je odigrao najbolje utakmice baš protiv Partizana.

## Trenerska karijera
Nakon igračke karijere trenirao je zagrebačke klubove Lokomotivu, Trešnjevku, Rade Končar i RIZ, te Moslavinu iz Kutine. Bio je izbornik svih amaterskih sastava Zagreba i Hrvatske.

## Športsko-administrativna karijera
Od 1958. do 1974. godine bio je dužnosnik trenerske organizacije Zagreba. Bio je predsjednikom Udruženja nogometnih veterana ZNS-a (1971. – 1981.) i idejni pokretač Lige veterana ZNS-a (1971.).
Od 28. lipnja 1986. do 20. lipnja 1988. godine bio je predsjednikom Zbora nogometnih trenera Zagreba.

## Priznanja
- 1969.: Srebrna plaketa NSJ-a.[6]

## Zanimljivosti
- Prvi pogodak zabio je slavnom vrataru Zvonimiru Monsideru.
- S bratom Stjepanom nikada nije nastupao u istoj momčadi.